# Final Fantasy: Unlimited
Final Fantasy: Unlimited (jap. ファイナルファンタジー：アンリミテッド, Fainaru Fantajī: Anrimiteddo), häufig abgekürzt als FF:U, ist eine Animeserie aus dem Hause Square aus dem Jahr 2001.

## Handlung
Zwei Wissenschaftler beobachteten am sogenannten „Tag der Konjunktion“ (界列の日, kairetsu no hi) eine große „Säule der Dunkelheit“ (闇の柱, yami no hashira) auf dem Meer, aus der zwei Monster kommen, die sich bekämpften und kurz darauf in einem Energieblitz enden. Die entstehende Explosion verschlug die Eltern der beiden Zwillinge in die fremde Welt. Die Zwillinge Ai und Yū, Kinder der beiden Wissenschaftler, beschließen zwölf Jahre nach diesem Ereignis, auch in die fremde Welt aufzubrechen, um ihre Eltern zu suchen. Dabei benutzen sie eine Phantom-U-Bahn, die in diese Welt führt. In dieser U-Bahn lernen die beiden Kinder Lisa kennen, die wie sie auf dem Weg in die fremde Welt ist. Sie schließt sich den beiden an, um sie zu beschützen. Bald begegnen die drei auch einem schwarz gekleideten Mann, der seine Identität vergessen zu haben scheint und Kaze heißt. Er schließt sich dem Trio jedoch zunächst nicht an. In der fremden Welt, „Wunderland“ (異界, ikai, wörtlich: „Fremdwelt“) genannt, treffen die drei Charaktere schnell auf einige Monster. Bei einem Monster, das jedoch auch Lisa nicht besiegen kann, kommt der mysteriöse Mann mit seiner Pistole, genannt „Magun“, zur Hilfe. Weitere Helfer sind der Chocobo Chobi und der Erfinder Cid, welche beide Markenzeichen von Final Fantasy sind.

## Produktion und Veröffentlichung
Der Anime wurde 2001 vom Studio Gonzo unter der Regie von Mahiro Maeda produziert. Das Charakterdesign entwarf Kazuto Nakazawa und die künstlerische Leitung hatte Young-il Park inne. Dabei wurden häufig Computeranimationen verwendet. Die Serie hat 25 Folgen, sollte aber ursprünglich länger sein. Der Anime wurde vom 2. Oktober 2001 bis zum 26. März 2002 durch TV Tokyo im japanischen Fernsehen ausgestrahlt.
Die Serie wurde von The Anime Network in den USA ausgestrahlt und erschien in Großbritannien, Russland, Schweden und Australien auf DVD. In Frankreich und auf den Philippinen wurde sie im Fernsehen gezeigt.
Eine deutsche Fassung erschien 2004 und 2005 bei ADV Films.

### Synchronisation
Die deutsche Synchronisation wurde von Union Film Studios angefertigt.
| Rolle         | Japanischer Sprecher (Seiyū) | Deutscher Sprecher |
| ------------- | ---------------------------- | ------------------ |
| Ai Hayakawa   | Halko Momoi                  | Susanne Kaps       |
| Lisa Pacifist | Kyoko Hikami                 | Maria Koschny      |
| Kaze          | Nobutoshi Canna              | David Nathan       |
| Yū Hayakawa   | Yuka Imai                    | Hannes Maurer      |

### Musik
Die Musik der Serie wurde von Akifumi Tada und Shiroh Hamaguchi komponiert. Als Vorspanntitel verwendete man Over the Fantasy von Kana Ueda, die Abspannlieder sind Vivid von Fairy Fore und Romancing Train von Move.

## Adaptionen und Fortsetzungen
Die Handlung wurde mit anderen Veröffentlichungen teilweise fortgeführt:
- Sō no Kizuna (双の絆), ein Roman.
- Final Fantasy Unlimited: After, ein Artbook mit einem 32-seitigen Manga.
- After Spiral, ein Webroman, der auf der Homepage zur Fernsehserie veröffentlicht wurde.
- Final Fantasy: Unlimited Before und Final Fantasy: Unlimited After 2, zwei Hörspiele.

## Rezeption
Laut der deutschen Fachzeitschrift MangasZene ist Final Fantasy Unlimited ein „interessanter Anime“, der den Zuschauer „bei Laune halten“ könne. Die Animationen seien flüssig, die Charaktere einfach gestaltet.
Die Funime schreibt von einfach gehaltenen, aber zweckmäßigen Zeichnungen und Musik. Das Ende der Serie sei wegen des plötzlichen Abbruchs ziemlich verwirrend. Die Sprecher der deutschen Fassung spielten nach den ersten Folgen ihre Rollen gut und die Übersetzung sei gelungen, wenn auch recht frei vom Original.